# مورقة (فن)

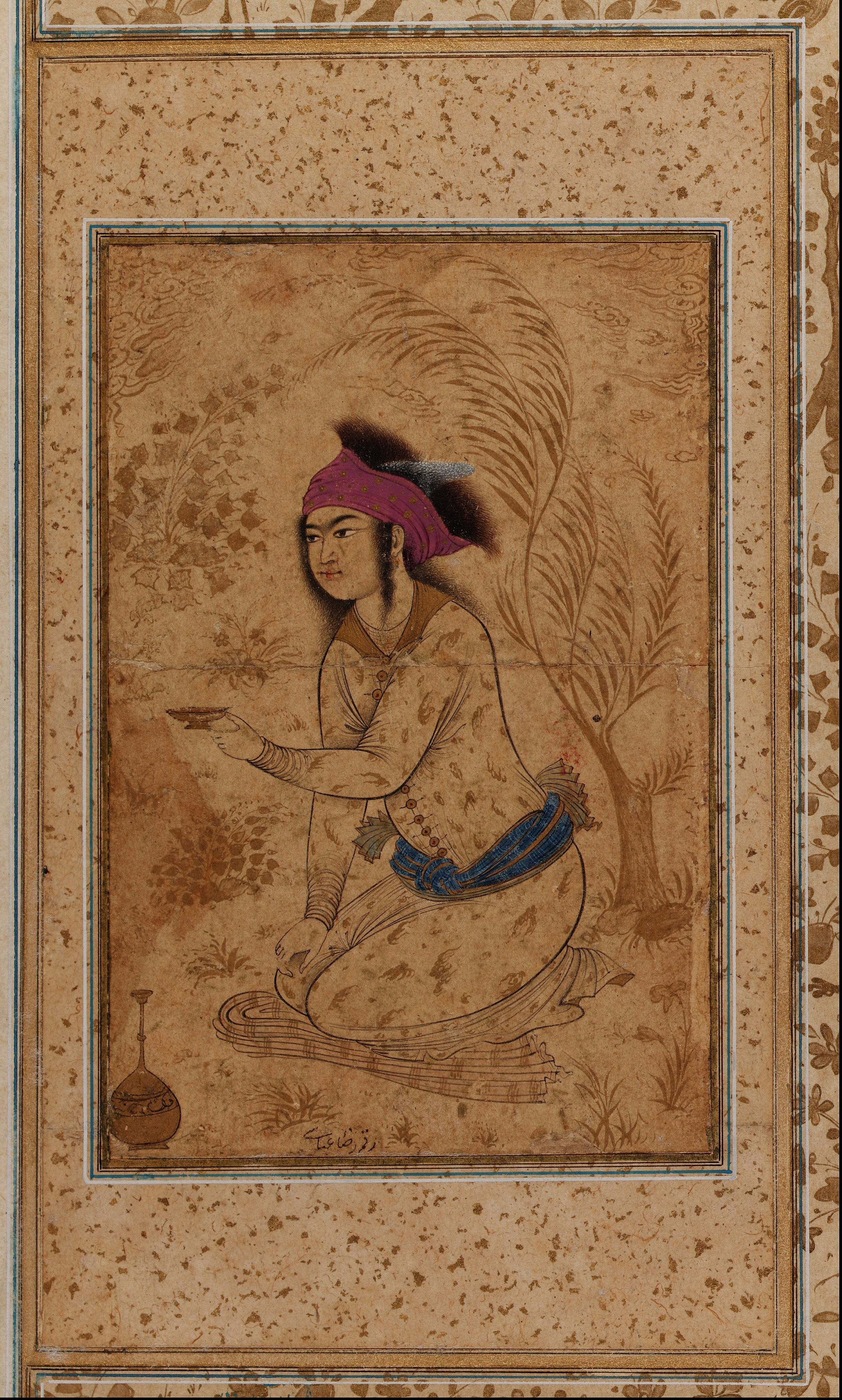
شاب راكع ويحمل كأس من المدامة. صورة من العصر الصفوي، أوائل القرن السابع عشر. مدرسة أصفهان. غسل الحبر واللون على الورق. معرض فرير ساكلر F1928.10.

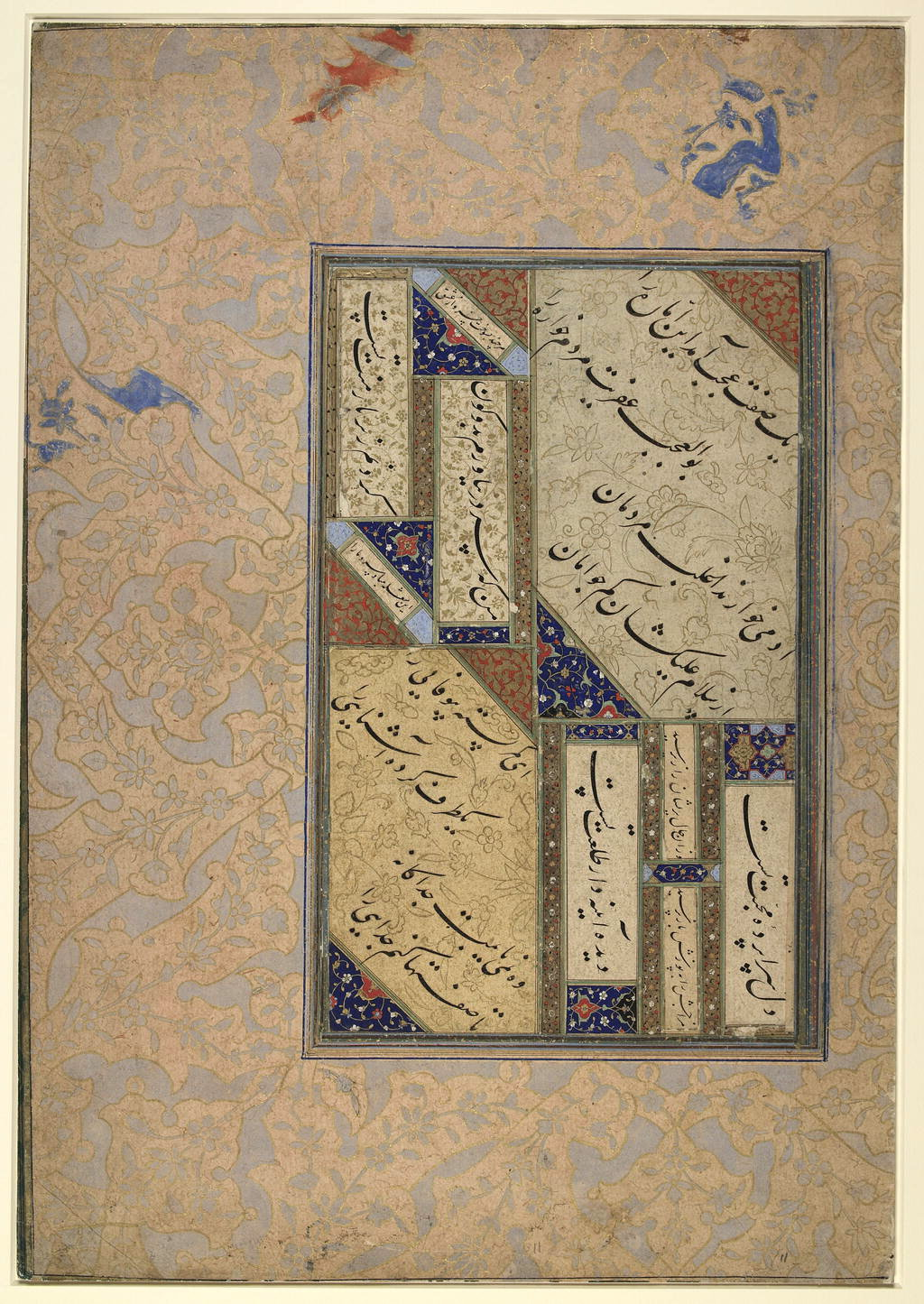
بعض الآيات القرآنية بخط النستعليق الفارسي، ربما كانت دائمًا صفحة واحدة مخصصة للمورقة؛ من إيران في القرن السادس عشر والسابع عشر.

المُورَّقة أو المُرقَّع هو ألبوم على شكل كتاب يحتوي على لوحات إسلامية مصغرة (منمنمات) ونماذج من الخط الإسلامي، عادةً من عدة مصادر مختلفة، وربما من مواد أخرى. كانت المورقة (الألبوم) شائعًا بين هواة الجمع في العالم الإسلامي، وبحلول أواخر القرن السادس عشر أصبح الشكل السائد للمنمنمات في الدولة الصفوية الفارسية وسلطنة مغول الهند المسلمة والدولة العثمانية، مما أثر بشكل كبير على الاتجاه الذي اتخذته تقاليد الرسم في رسم المنمنمات الفارسية والمنمنمات العثمانية والمنمنمات المغولىة الهندية. وقد حل الألبوم إلى حد كبير محل المخطوطة المصورة كاملة الحجم لكلاسيكيات الشعر الفارسي، والتي كانت بمثابة الوسيلة النموذجية لأفضل الرسامين المنمنمين حتى ذلك الوقت. إن التكلفة الباهظة والتأخير في تكليف نموذج عالي الجودة من هذا العمل كانا سببًا في تقييدهم بعدة أشخاص هم الحاكم وحفنة من الشخصيات الكبرى الآخرين، الذين كان عليهم عادة الحفاظ على ورشة عمل كاملة من الخطاطين والفنانين والحرفيين الآخرين، مع أمين مكتبة لإدارة العملية برمتها.
كانت تُجمع هذه الألبومات على مر الزمن، صفحة تلو الأخرى، وكانت غالبًا ما تتضمن منمنمات وصفحات من الخط من كتب قديمة قُسِّمَت لهذا الغرض، مما سمح لدائرة أوسع من هواة الجمع بالوصول إلى أفضل الرسامين والخطاطين، على الرغم من أنها كانت أيضًا مجمعة أو مقدمة إلى الشاهات والسلاطين. إن أقدم المورقات تتكون من صفحات من الخط فقط؛ وفي بلاط الأمير التيموري بايسونغور في هرات في أوائل القرن الخامس عشر أصبح هذا الشكل مهمًا للمنمنمات. كلمة (مُورقة) جاءت من الفارسية (مرقعة) والتي تعني "ما تم تجميعه معًا".
كانت الأعمال الموجودة في الألبوم، والتي عادةً ما تكون بأحجام أصلية مختلفة، يتم قصها أو تركيبها على صفحات ذات حجم قياسي، وغالبًا ما تتم إضافة زخارف حدودية جديدة. وعندما اعتُبر التجميع مكتملاً، تم تجليده، في كثير من الأحيان بشكل فاخر للغاية، بغلاف كتاب إسلامي قد يكون مزخرفًا بشكل كبير باستخدام الطلاء المصقول، أو ختم الذهب على الجلد، أو تقنيات أخرى. وقد تكون بعض المورقات الأخرى مجلدة على شكل كنسرتينة خاصة. وقد رُتب العديد منها بحيث تواجه صفحات الخط المنمنمات، حيث يسمح التطابق بين الآية والصورة ببعض المجال لإبداع المترجم. تميل الألبومات التي تحتوي فقط على الخط إلى الترتيب زمنيًا لإظهار تطور الأسلوب. سمحت روابط العديد من الألبومات بإضافة عناصر وإزالتها، أو إزالتها فقط من وسط الصفحة، وكثيراً ما تم إجراء مثل هذه التغييرات؛ وكانت بعض الألبومات تحتوي على علامات تسمح بتتبع التغييرات. كانت الألبومات الضخمة تحتوي على مقدمات مكتوبة خصيصًا والتي تعد مصدرًا لنسبة كبيرة من الكتابات المعاصرة الباقية عن فنون الكتاب، والسير الذاتية للرسامين والخطاطين؛ وكانت هذه الكتابات من إنتاج الخطاطين في الغالب. بالنسبة للخطاطين أيضًا، أصبحت الصفحة الواحدة للألبوم هي مصدر الدخل "الأساسي"، باستخدام نصوص من الشعر في الغالب، سواء كانت مقتطفات من كلاسيكيات طويلة أو كلمات غزل، ولكن في بعض الأحيان مقتطفات من القرآن الكريم، لتشريف الألبوم. غالبًا ما تحتوي صفحات الألبوم على مناطق من الإضاءة المزخرفة (كما في الصورة التوضيحية) التي تشترك في زخارفها مع الوسائط الأخرى، ولا سيما أغلفة الكتب وتصميمات السجاد، والتي من المحتمل أن يكون أفضلها قد تم إنتاجه في الغالب بواسطة نفس النوع من الفنانين في المحكمة، وإرساله إلى النساجين.
في حين ركزت تقاليد المخطوطات الإسلامية المزخرفة الكلاسيكية على مشاهد مزدحمة إلى حد ما ذات محتوى سردي قوي كرسوم توضيحية في النصوص الكاملة للأعمال الكلاسيكية الطويلة مثل الشاهنامة وخمسة نظامي ، فإن المنمنمات الفردية المخصصة منذ البداية للمورقات سرعان ما تطورت إلى مشهد أبسط مع عدد أقل من الشخصيات الأكبر حجمًا، وغالبًا ما تُظهر جمالًا مثاليًا لكل من الجنسين في حديقة، أو شخصيات من النوع من الحياة البدوية، وعادةً ما لا ترتبط بها هويات حقيقية أو خيالية. في الهند المغولية، أصبحت الصور الواقعية، والتي غالبًا ما تكون للحكام أو رجال الحاشية، سمة شائعة جدًا، وفي تركيا العثمانية كانت صور السلاطين، والتي غالبًا ما تكون منمقة للغاية، تخصصًا خاصًا. كانت المشاهد الملونة بالكامل تميل إلى إفساح المجال لمشاهد مرسومة جزئيًا أو مطلية جزئيًا، أو لشخصيات ذات خلفية قليلة أو معدومة. يتداخل الألبوم إلى حد ما مع المختارات، وهي مجموعة من القطع المختلفة حيث يكون التركيز الرئيسي على النصوص، ولكنها يمكن أن تشمل أيضًا اللوحات والرسومات المدرجة من مصادر مختلفة.

## الانتقال إلى الألبوم

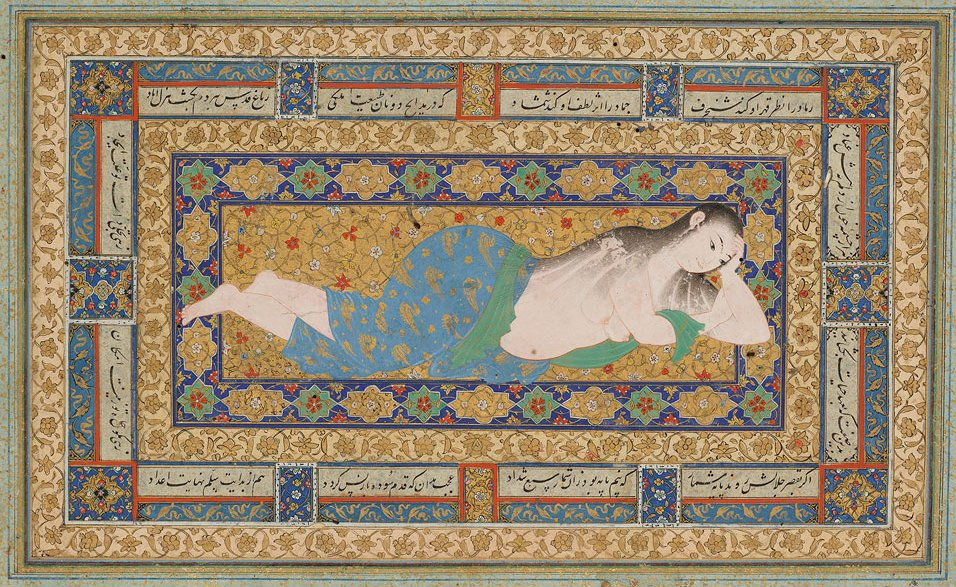
سيدة شابة مستلقية بعد الاستحمام ، هرات، تسعينيات القرن السادس عشر، منمنمة وحيدة لسوق المورقات

### إيران
كان التقليد السائد في الرسم المصغر في أواخر العصور الوسطى هو تقليد بلاد فارس، والتي كان بها عدد من المراكز، ولكن جميعها تعتمد عادةً على راعٍ رئيس واحد، سواء كان الشاه نفسه، أو شخصية تحكم جزءًا من البلاد من مركز مثل هرات، حيث كان بايسونغور راعيًا مهمًا في أوائل القرن الخامس عشر، أو حاكم جزء آخر من العالم الفارسي في أحد مراكزها مثل بخارى. مع قيام سلالة الصفويين بمَرْكَزة الحكم الفارسي في القرن السادس عشر، انخفض عدد الرعاة المحتملين لمرسم كامل الحجم، لكن مرسم الشاه توسع وأنتج عددًا من الكتب المصورة الرائعة، باستخدام مجموعة متنوعة من الفنانين الموهوبين للغاية في كل منها. ومع ذلك، في أربعينيات القرن السادس عشر، فقد الشاه طهماسب الأول، الذي كان في السابق راعيًا متحمسًا، اهتمامه بتكليف الفنانين بتأليف الكتب، ومنذ ذلك الحين افتقر تقليد الرسم المصغر الفارسي إلى مصدر ثابت للتكليفات الخاصة بالكتب على الطراز القديم. بعد انقطاع دام بضع سنوات، أنشأ إبراهيم ميرزا ابن شقيق طهماسب ورشة عمل في مشهد، والتي أنتجت جامع الفرير في ستينيات القرن السادس عشر، والتي تولى إدارتها الشاه إسماعيل الثاني بعد مقتل راعيها السابق في عام 1577. لكن حُكم إسماعيل كان قصيرًا جدًا، ومنذ ذلك الحين لم تكن هناك رعاية مستمرة واسعة النطاق. في هذه الفترة أصبحت المنمنمات الفردية المصممة لإدراجها في الألبومات هي السائدة؛ أُنتجَت مثل هذه الأعمال منذ فترة طويلة، لكنها أصبحت الآن المصدر الرئيس للدخل بالنسبة للعديد من الفنانين، الذين ربما أنتجوها في كثير من الأحيان بشكل مضاربي بدون عمولة، ثم نظروا إلى بيعها (لا يُعرف الكثير عن سوق المنمنمات الألبومية).
الفنان الذي يجسد المنمنمات الفارسية هو رضا عباسي، الذي نشط منذ عام 1580 حتى وفاته في عام 1635، حيث كانت المنمنمات الفردية المبكرة للمجموعات تشبه إلى حد ما تلك الموجودة في المشاهد السردية، ولكنها تفتقر إلى أي سرد فعلي مرتبط بها. سرعان ما تحول إلى مواضيع وطورها في الغالب لشخصية واحدة أو شخصيتين، غالبًا ما تكون على شكل صورة شخصية، على الرغم من أن عددًا قليلًا جدًا من الهويات تم تقديمها أو ربما كان من المفترض التعرف عليها. هناك عدد كبير من الشباب الجميلين، الذين تحظى ملابسهم باهتمام كبير.

### الإمبراطورية العثمانية

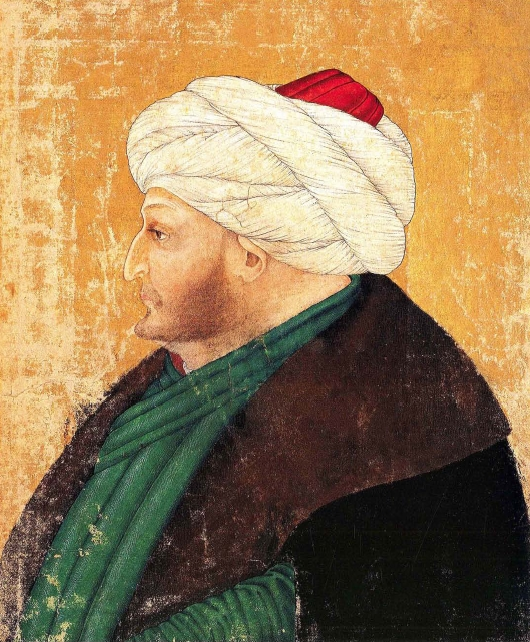
صورة من القرن الخامس عشر لمحمد الثاني (1432-1481)، تُظهر التأثير الإيطالي

تركزت أفضل اللوحات العثمانية بشكل كبير في العاصمة، والتي أصبحت إسطنبول منذ عام 1453، وكان الراعي الأكثر أهمية دائمًا هو السلطان. تظل المكتبة الملكية سليمة إلى حد كبير في تركيا، وخاصة في قصر طوب قابي، وقد تم إثرائها بشكل كبير بالمخطوطات الفارسية، التي تم الاستيلاء عليها في البداية أثناء الغزوات العثمانية العديدة لشرق بلاد فارس، وبعد ذلك (وخاصةً بعد معاهدة في عام 1555)، حصل عليها العثمانيون غالبًا كهدايا دبلوماسية [الإنجليزية]. تم تقسيم العديد من هذه المخطوطات لاستخدام المنمنمات في الألبومات. استقطب العثمانيون معظم الفنانين من بلاد فارس تقريبًا، وخاصةً في القرن السادس عشر؛ حيث جلب العثمانيون ستة عشر فنانًا بعد الفتح العثماني القصير لتبريز في عام 1514، على الرغم من أن سجلات القصر بحلول عام 1558 كانت تدرج تسعة فنانين أجانب فقط من جميع الأنواع، مقابل ستة وعشرين تركيًا. ولكن يمكن رؤية أسلوب عثماني مميز منذ بداية القرن السادس عشر، مع صور تظهر خلفيات مناظر طبيعية أبسط، ومزيد من البحر والسفن، ومعسكرات الجيش المنظمة بشكل أنيق، ومناظر طبيعية بعيدة للمدينة، وتوصيف أكثر فردية للوجوه، ولكن أيضًا تقنية أقل دقة. كان هناك تأثير أوروبي قوي، معظمه من البندقية، ولكن هذا كان مقتصرًا على تصوير البورتريه.
تتضمن الألبومات التركية مزيجًا من المنمنمات المجمعة المشابهة لتلك الموجودة في بلاد فارس، وغالبًا ما تتضمن قطعًا فارسية، مع إضافة رسومات بالقلم أكثر تفصيلًا ذات طبيعة زخرفية في الأساس، أو زخارف نباتية، أو طائر أو حيوان يتم التعامل معه إلى حد كبير على هذا النحو. كانت الألبومات المخصصة للسلاطين، والتي تحتوي على صور وقطع من النصوص المدحية، من النوع التركي المميز، وكانت هناك أيضًا ألبومات لمشاهد من الحياة التركية، تُظهر الزي الموحد نسبيًا لمختلف الرتب في المجتمع، وطرق التعذيب والإعدام، ومشاهد أخرى تهم الأجانب الغربيين في الغالب والتي تم إنتاجها من أجلهم، وتتطابق مع المطبوعات المماثلة المصنوعة في أوروبا المعاصرة.
يوجد نوع مميز للغاية من المنمنمات في الألبومات العثمانية فقط، على الرغم من أنه ربما جُلب من بلاد فارس كغنيمة، وربما لم تكن مخصصة للألبومات في الأصل. هناك حوالي ثمانين صورة غامضة وقوية مجمعة تحت اسم "سياه قلم" ، بمعنى "القلم الأسود" (أو القلم السكير أو الشرير)، مليئة بالشياطين والمشاهد التي تشير إلى الحياة البدوية في آسيا الوسطى، على الرغم من أنه قيل أيضًا إنها جاءت من فنان بلاط فارسي واحد أطلق العنان لنفسه. ربما يعود تاريخها إلى أوائل القرن الخامس عشر، ووصلت إلى تركيا في القرن السادس عشر.
نوع آخر مميز من الأعمال العثمانية هو الديكوباج أو قطع الورق المصغر، حيث يتم استخدام ألوان مختلفة من الورق، مقطوعة بتفاصيل دقيقة ثم لصقها معًا، لإنشاء الصورة. استُخدمت هذه التقنية في أغلفة الكتب في بلاد فارس التيمورية، والتي كانت تُطلى بعد ذلك بالورنيش للحماية، ولكن في تركيا عوملت الصور على أنها منمنمات ووضعت داخل الألبومات؛ كما استُخدمت هذه التقنية على نطاق واسع لتزيين حدود الصفحات.

### سلطنة مغول الهند وشبه القارة الآسيوية الجنوبية

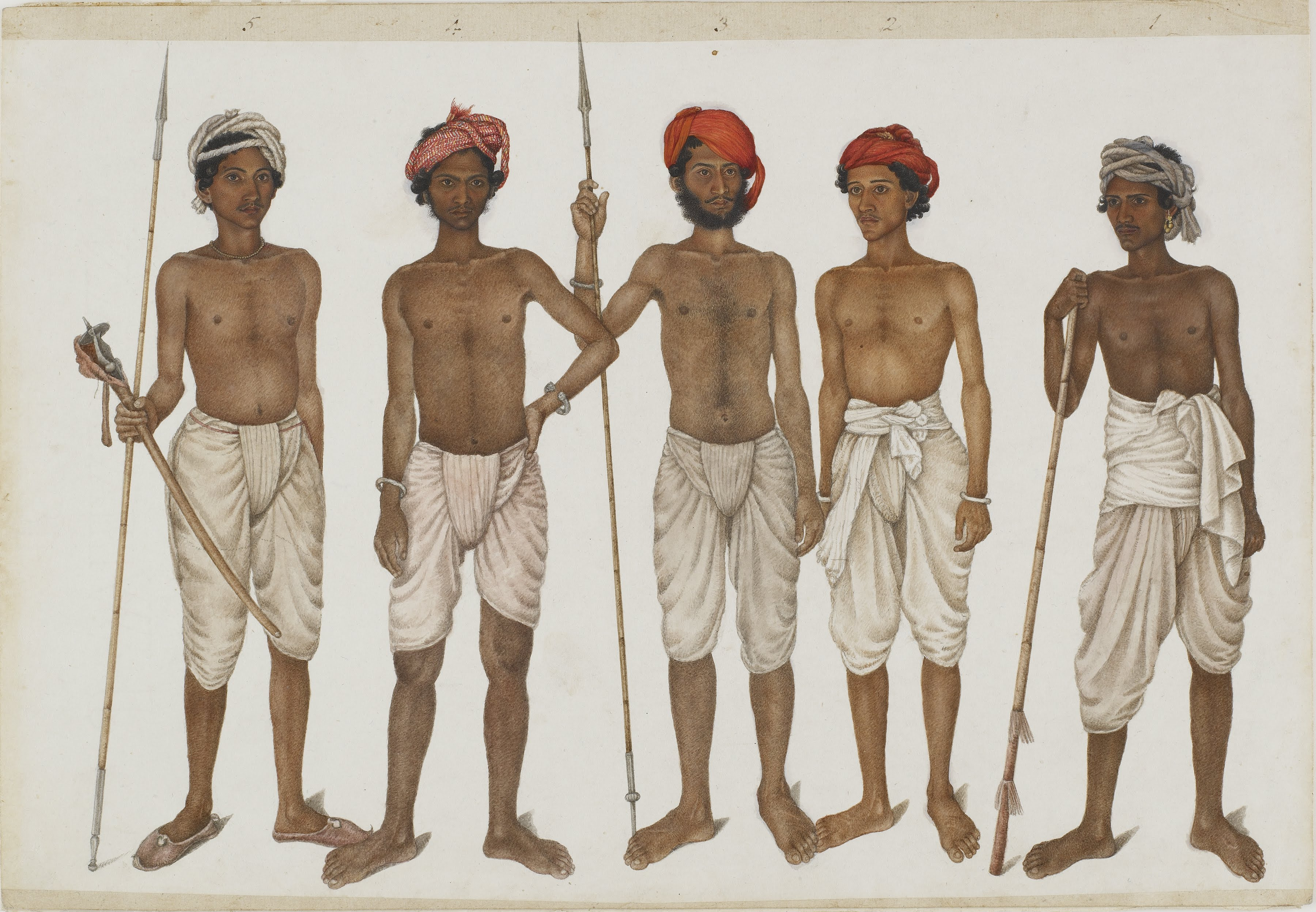
صورة مصغرة على طراز شركة الهند الشرقية لخمسة مجندين في وحدة عسكرية هندية بريطانية، حوالي عام 1815

كانت سلالة المغول في شبه القارة الهندية متأخرة إلى حد ما في إنشاء استوديو بلاط كبير، ولم تبدأ إلا بعد نفي السلطان الثاني، همايون، إلى بلاد فارس، والذي انضم إليه عند عودته حوالي عام 1549 فنانون فارسيون بما في ذلك الرسام عبد الصمد. تطور الأسلوب المغولي في عهد السلطان التالي، أكبر، الذي كلف بتأليف بعض الكتب المصورة الكبيرة جدًا، لكن فنانيه أنتجوا أيضًا صورًا مصغرة فردية للألبومات. في حالة جهانجيرنامه ، احتفظ الإمبراطور جهانجير بمذكرات وكلف برسم لوحات منفصلة، والتي من المرجح أنها كانت محفوظة في كتابخانة (किताबखाना)، حتى يمكن تجميع مساهمته الرسمية في نوع سجلات البلاط. منذ وقت مبكر إلى حد ما، كان الأسلوب المغولي يتميز بقوة بالتصوير الواقعي للصور الشخصية، وعادة ما يكون ذلك في صورة جانبية، وربما كان متأثرًا بالمطبوعات الغربية، التي كانت متاحة في البلاط المغولي. لفترة طويلة كانت الصور دائمًا لرجال، وغالبًا ما يكون مصحوبًا بمحظيات وخدم؛ ولكن هناك نقاش علمي حول تمثيل أعضاء المحكمة من الإناث في الصور الشخصية. يزعم بعض العلماء أنه لا توجد صور معروفة لشخصيات مثل جهانارا بيجوم وممتاز محل، وينسب آخرون المنمنمات، على سبيل المثال من ألبوم دارا شيكوه أو صورة المرآة في معرض فرير للفنون، إلى هؤلاء النبيلات المشهورات. كان هناك مجال آخر شائع وهو الدراسات الواقعية للحيوانات والنباتات، وخاصة الزهور؛ ومنذ القرن السابع عشر أصبحت صور الفروسية، ومعظمها للحكام، استعارة شائعة أخرى من الغرب. كانت الشخصية المثالية الفردية من نوع رضا عباسي أقل شعبية، ولكن المشاهد المرسومة بالكامل للعشاق في قصر أصبحت شائعة في وقت لاحق. وكانت الرسومات التي تصور مشاهد هذا النوع، وخاصة تلك التي تُظهر الرجال المقدسين، سواء كانوا مسلمين أو هندوس، شائعة أيضًا.
كان لدى السلطان أكبر ألبوم، متفرق الآن، يتكون بالكامل من صور لشخصيات في بلاطه الضخم الذي كان له غرض عملي؛ ووفقًا للمؤرخين، كان يراجعه عند مناقشة التعيينات وما شابه ذلك مع مستشاريه، على ما يبدو لتذكيره بمن هم الأشخاص الذين تتم مناقشتهم. كان العديد منهم (مثل صور القديسين الأوروبية في العصور الوسطى) يحملون أشياء مرتبطة بهم للمساعدة في التعرف عليهم، ولكن بخلاف ذلك كانت الشخصيات تقف على خلفية عادية. هناك عدد من الصور الجميلة لأكبر، ولكن في عهد خليفته جهانجير وشاه جهان أصبحت صورة الحاكم راسخة كموضوع رئيس في الرسم المصغر الهندي، والذي انتشر إلى كل من المحاكم الأميرية الإسلامية والهندوسية في جميع أنحاء الهند.

في القرنين الثامن عشر والتاسع عشر، أنتج الفنانون الهنود الذين يعملون بأسلوب شركة الهند الشرقية [الإنجليزية] الهجين ألبومات من المنمنمات للأوروبيين الذين يعيشون في الهند كجزء من الحكم البريطاني ونظيراته الفرنسية والبرتغالية. قام بعض الأوروبيين بجمع أو إهداء بعض المنمنمات الهندية السابقة؛ وقد تم تقديم ألبومات كلايف الكبيرة والصغيرة إلى اللورد كلايف، وهي الآن موجودة في متحف فيكتوريا وألبرت في لندن. وأنشأ آخرون ألبومات لأعمال جديدة، وكانوا يميلون إلى التركيز على صور الحيوانات والمنازل والخيول والممتلكات الأخرى لهذه المجموعة الغنية. في القرن التاسع عشر، أصبحت صور الهنود وأزيائهم، والتي غالبًا ما يتم تصنيفها حسب النوع الإقليمي والعرقي أو المهنة، شائعة جدًا. ومن بين الرعاة الكبار، العقيد جيمس سكينر [الإنجليزية]، الذي كانت والدته من راجبوت، وبالنسبة للوحات التاريخ الطبيعي، فقد كانت الراعية هي ماري إمبي [الإنجليزية]، زوجة إيليجاه إمبي [الإنجليزية]، التي كلفت أكثر من ثلاثمائة لوحة، والماركيز ويلزلي [الإنجليزية] ، شقيق الدوق الأول لولينغتون، الذي كان لديه أكثر من 2500 لوحة مصغرة.

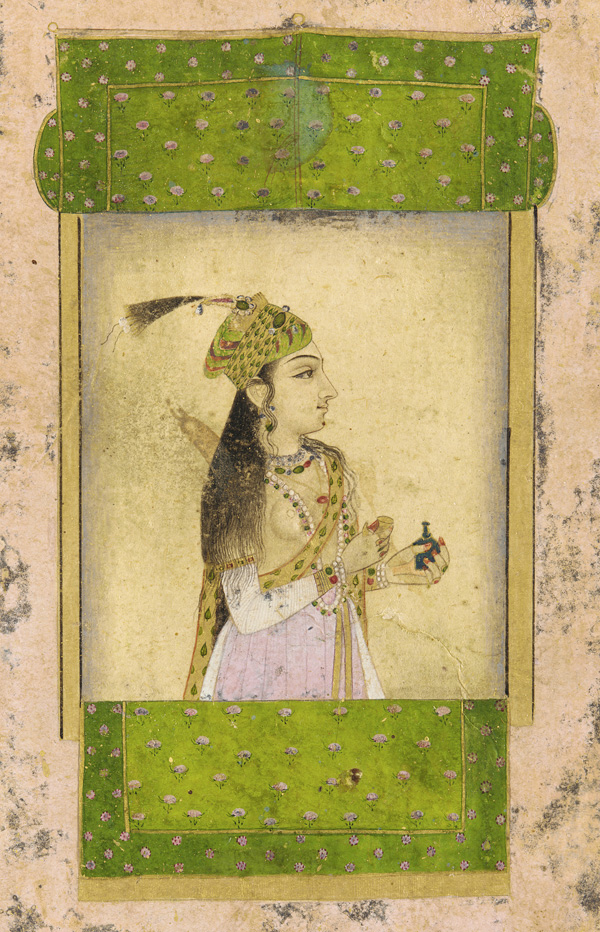
سيدة نبيلة، من سلالة المغول، الهند. القرن السابع عشر. ألوان وذهب على ورق. معرض فرير للفنون F1907.219.
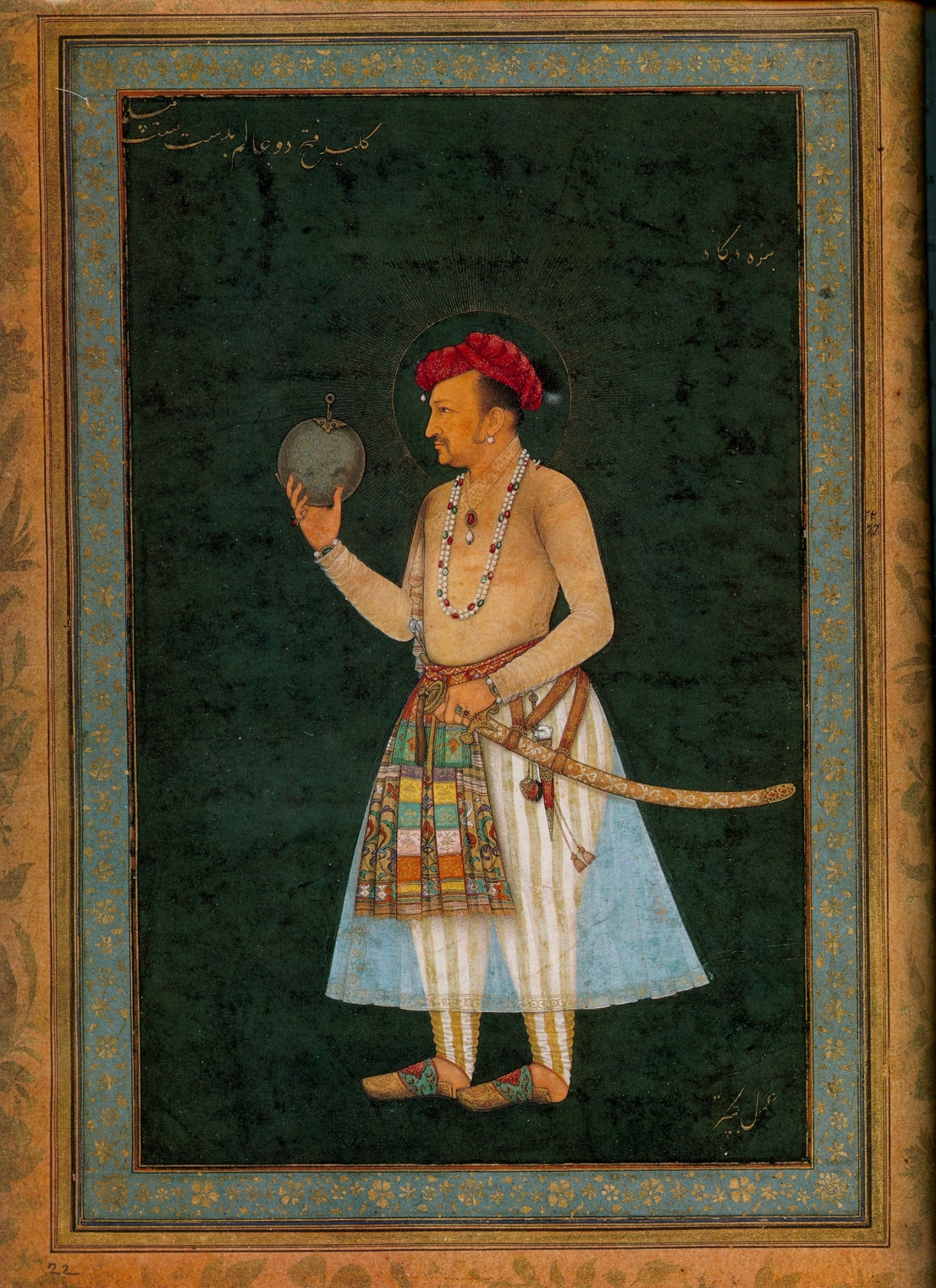
جهانجير يحمل الكرة الأرضية، ١٦١٤-١٦١٨، الهند.
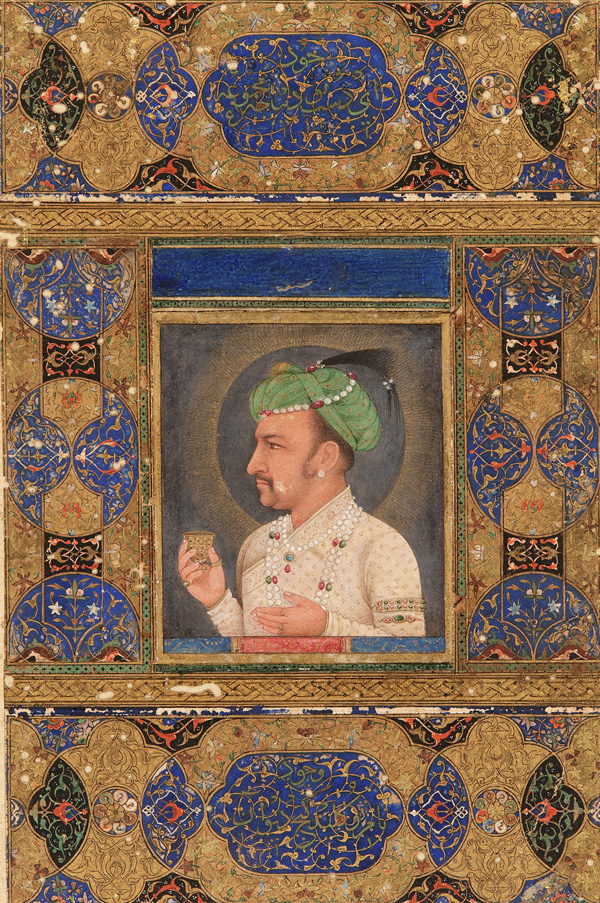
جهانجير ، سلالة المغول، عهد جهانجير، القرن السابع عشر. الهند. ألوان وذهب على ورق. معرض فرير للفنون. F1907.187 .
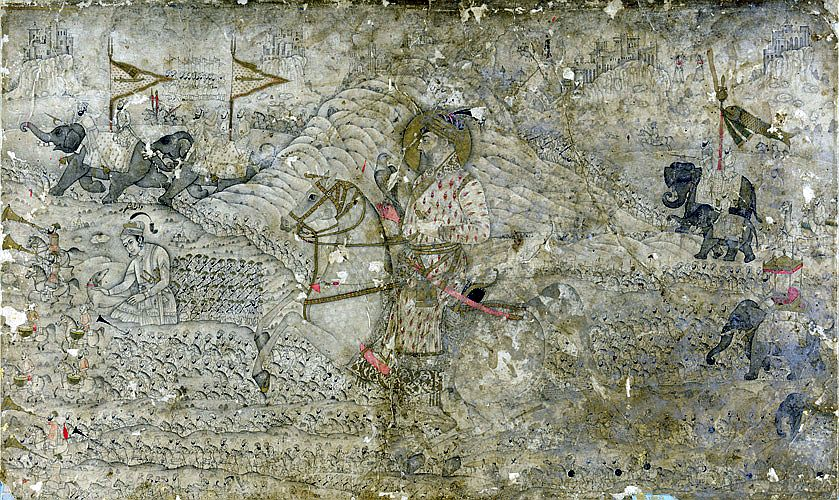
شاه جهان وابنه، دارا شيكوه ، يصطادان، مغولي، الهند. حوالي القرن السابع عشر. ألوان وذهب على ورق. معرض فرير ساكلر F1907.196

## استخدام الألبومات

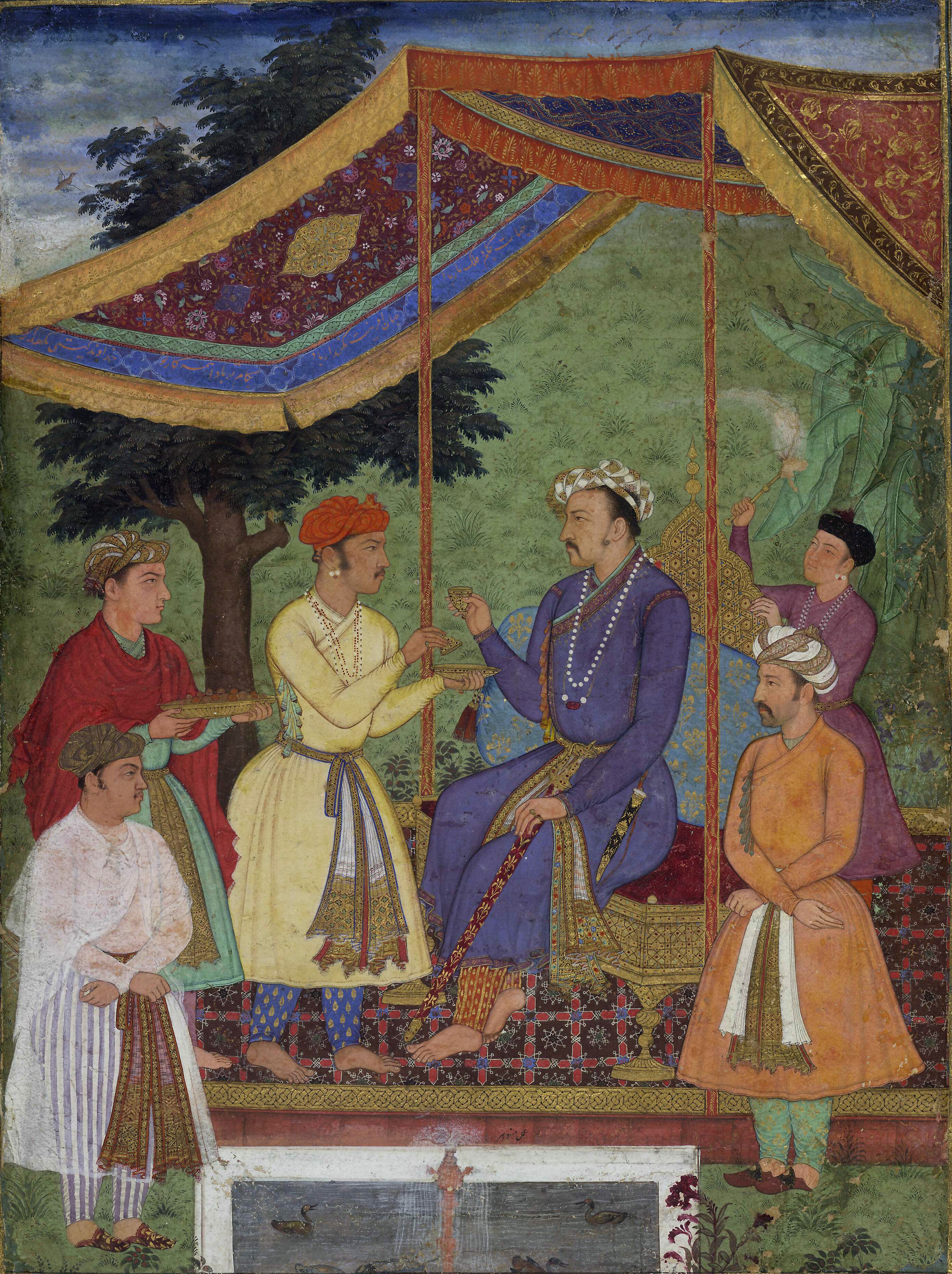
مانوهار، الإمبراطور جهانجير يستقبل ولديه، لوحة ألبوم مرسومة بالغواش على ورق، حوالي 1605-1606

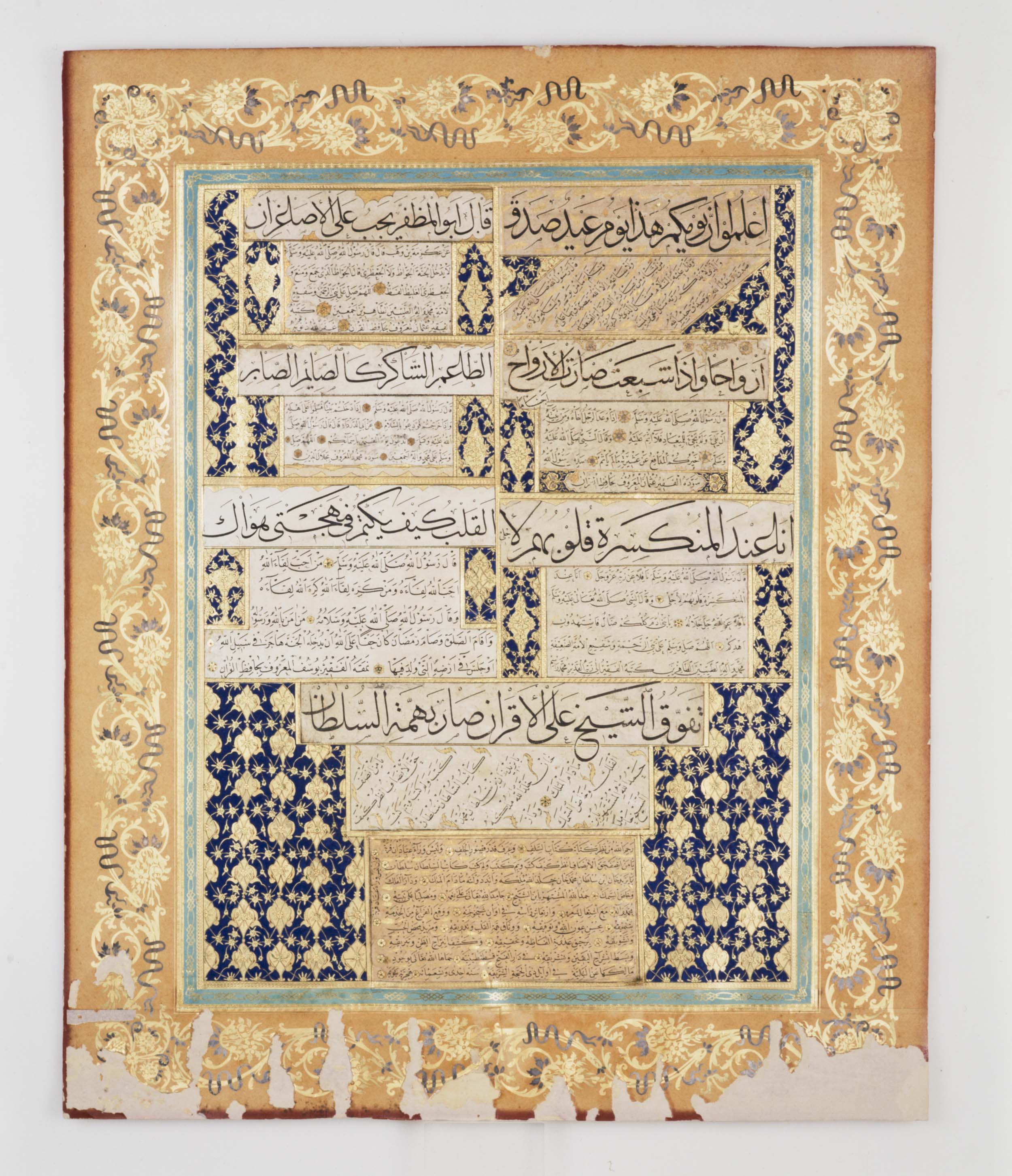
ثمانية قطع منفصلة من الخط لخمسة خطاطين عثمانيين مختلفين (الشيخ حمد الله ، حافظ عثمان ، يوسف أفندي (ت. 1729)، محمد راسم ومحمود جلال الدين أفندي) تم قصها ولصقها على أوراق منفصلة من الورق وتركيبها على ورقة واحدة من صفحة المورقة.

في كثير من الأحيان، كانت الألبومات تُقدم كهدايا للاحتفال بحدث مهم. يسجل المؤرخون أنه عندما قُتل الأمير الفارسي إبراهيم ميرزا في عام 1577، بأمر من شاه طهماسب الأول، قامت زوجته، شقيقة طهماسب، بتدمير الأعمال الفنية بما في ذلك ألبوم يحتوي على منمنمات لبهزاد من بين أعمال أخرى، والتي جمعها زوجها وأعطاها لها في حفل زفافهما، وغسل المنمنمات في الماء. ربما لم تكن تريد أن يقع أي شيء في أيدي شقيقها، الذي أمر بقتله، والذي استولى على ورشة الأمير. في كثير من الأحيان كانت الألبومات تُهدى إلى الحكام عند توليهم السلطة، أو في تركيا في رأس السنة الجديدة. يمكن أيضًا تقديمها كهدايا دبلوماسية بين الحكام.
أُنشئَت مُورقة للسلطان مراد الثالث في عام 1572 عندما اعتلى العرش، وهو أمر غير معتاد لأن الإهداء مفصل للغاية، بما في ذلك تاريخ ومكان الإنشاء، وهو إسطنبول، 980 هـ / 1572-73 م. هذا الإهداء موجه إلى السلطان مراد الثالث، ويذكر أيضًا اسم جامعه محمد جندريسزاده. صُممت مُورقة مراد الثالث بشكل أكثر إسرافًا من المورقات الإسلامية الأخرى وبحدود نقشانية أصلية (ورشة الرسم العثماني). احتوت هذه المورقة على لوحات مصغرة (منمنمات) ورسومات حبرية وخطوط، وبعضها غزلي. تحتوي مُورقة مراد الثالث على أربعة وعشرين منمنمة أُنشئَت في مدن بخارى إلى الشرق من بلاد فارس، وتبريز، وأصفهان، وقزوين في بلاد فارس، وإسطنبول بين أواخر القرن الخامس عشر والقرن السابع عشر. يحتوي هذا المخطوط على مقدمة من صفحتين مكتوبة باللغة الفارسية، وهي تشبه في بنيتها مقدمات الألبومات التيمورية والصفوية، وتشير إلى أن هذه المخطوطة جُمعَت في إسطنبول قبل أقل من عامين من تولي مراد الثالث منصب السلطان.
يحتوي ألبوم آخر في المجموعة الملكية العثمانية على صور غربية فقط، معظمها مطبوعات ولكنها تتضمن رسمًا بقلم لفافة زخرفية مع البطي [الإنجليزية] والقضبان ، لتسلية الضيوف البالغين في حفل عشاء في بيرا. من المحتمل أن المجموعة جُمعَت لشخص فلورنسي في أواخر القرن الخامس عشر، وربما كان تاجرًا يعيش في إسطنبول (حيث كانت بيرا هي الحي المخصص للغربيين). الصور الخمس عشرة الأخرى عبارة عن مجموعة مختلطة من النقوش الفلورنسية، وهي في الغالب انطباعات فريدة (أي غير معروفة بخلاف ذلك)، مع بعض الموضوعات الدينية وطباعة ملونة لمحمد الثاني، الذي يبدو أنه حصل على الألبوم. وهذا أمر مثير للاهتمام بالنسبة لمؤرخي الفن لأنه لم يتبق سوى عدد قليل من ألبومات المطبوعات الغربية المبكرة في أي مكان، بعد أن قسَّمها جامعو التحف أو التجار في وقت لاحق؛ وربما كانت شائعة بين جامعي التحف في أوروبا في ذلك الوقت.

### أمثلة من بلاد سلطنة مغول الهند
- يحتوي ألبوم سليم ، الذي تم إنتاجه في عهد أكبر الكبير ، على صور مسيحية وصور لحاشية هندوسية.
- تحتوي ألبومات مينتو ، التي تعود إلى عهد شاه جهان ، على صور مصغرة تصور رجال البلاط الملكي والحدائق وصور الحياة البرية، محاطة بحدود زهرية متقنة.
- ألبوم شاه جهان ، تم تفريقه الآن، حيث تم تقسيمه على يد جورج جوزيف ديموت [الإنجليزية]، وهو تاجر بلجيكي. العديد من هذه الأوراق موجودة الآن في متحف متروبوليتان للفنون في نيويورك.
- ألبوم كيفوركيان [الإنجليزية]، منقسم الآن بشكل كبير بين نيويورك (متروبوليتان) وواشنطن (فرير).
- ألبوم جولشان، الذي جمعه الإمبراطور جهانجير ، موجود الآن في معظمه في قصر جولستان ، طهران.

## في العصر الحديث
كان عبد الرحمن جغتاي [الإنجليزية] رسامًا مسؤولًا عن إحياء المورقات في شبه القارة الهندية في عام 1928 بعد نشر كتابه مورقات جغتاي. عندما بدأ الرسم في عشرينيات القرن العشرين، كان تأثره الرئيس من الأساطير الهندوسية، ولكن بحلول عشرينيات القرن العشرين، كان قد استوحى أفكاره من الأعمال الفنية الإسلامية بما في ذلك المورقات والغزليات والمنمنمات العثمانية.
باستخدام الأدوات الناشئة في العلوم الإنسانية الرقمية، أعاد سوماثي راماسوامي في جامعة ديوك إنشاء شكل المورقة المغولية لتتبع مسارات الكرة الأرضية في الهند الحديثة المبكرة.

## ملحوظات
1. ↑  Freer Sackler Gallery F1928.10 نسخة محفوظة 2016-08-09 على موقع واي باك مشين.
2. ↑  Froom. (2001), 1.; Rizvi, 800
3. ↑  Froom, 1-2; Thackston, vii
4. ↑  A regular theme of prefaces - see Roxburgh, 111-112
5. ↑  Froom, 5-6
6. ↑  Canby, quote on 47
7. ↑  Canby, 42-49, 45 on Qur'an, 83 on carpets.
8. ↑  Titley, 113-114; Riza; Brend, 165-166
9. ↑  Riza
10. ↑  Titley, 133-135
11. ↑  Titley, 136-142
12. ↑  Titley, 151, 157-158
13. ↑  Robinson, 37; Walther & Wolf, 254-255
14. ↑  A lion attacking a deer, stencilled scene of découpage paper shapes British Museum; Titley, 158, 229, 242 نسخة محفوظة 2015-10-18 على موقع واي باك مشين.
15. ↑  Freer Gallery of Art and the Arthur M. Sackler Gallery، Smithsonian Institution (1999). Shaner، Lynne (المحرر). The Jahangirnama. Foreword by Milo Cleveland Beach. New York: Oxford University Press. ص. vi–vii. ISBN:0195127188. مؤرشف من الأصل في 2024-03-31.
16. ↑  Crill and Jariwala, 23-30
17. ↑  Losty، J.P.؛ Roy، Malini (2012). Mughal India: Art, Culture and Empire Manuscripts and Paintings in the British Library. London: The British Library. ص. 132–133. ISBN:9780712358705. مؤرشف من الأصل في 2023-10-27.
18. ↑  Abid. Reign of Shah Jahan, portrait by Abid dated 1628; assembled late 17th century. Mirror Case With Portrait of Mumtaz Mahal. Freer Gallery of Art. F2005.4
19. ↑  Crill and Jariwala, 68
20. ↑  Crill and Jariwala, 66
21. ↑  Crill and Jariwala, 27-39, and catalogue entries
22. ↑  Small Clive album Victoria & Albert Museum. نسخة محفوظة 2025-02-26 على موقع واي باك مشين.
23. ↑  Titley, 105
24. ↑  Aga Khan Museum نسخة محفوظة 2011-07-24 على موقع واي باك مشين.
25. ↑  Tanidi, 1
26. ↑  A. E.Froom, (2001). "Collecting Tastes: A Muraqqa’ for Sultan Murad III". Electronic Journal of Oriental Studies IV: 19, pp. 1.
27. ↑  Emine F. Fetvaci, (2005). "Viziers to Eunuchs: Transitions in Ottoman Manuscript Patronage, 1566--1617." Unpublished PhD Dissertation, Harvard University. pp. 28.
28. ↑  A. E.Froom, (2001). "Collecting Tastes: A Muraqqa’ for Sultan Murad III". Electronic Journal of Oriental Studies IV: 19, p. 2, 7.
29. ↑  E.Froom, (2001). "Collecting Tastes: A Muraqqa’ for Sultan Murad III". Electronic Journal of Oriental Studies IV: 19, p. 4.; Sheila S. Blair. (2000). "Color and Gold: The Decorated Papers Used in Manuscripts in Later Islamic Times." Muqarnas. 17. pp. 26.
30. ↑  Landau & Parshall, 91-95; one might query the title, as the "putti" are rather rough-looking adults.
31. ↑  Iftikhar Dadi, (2006). "Miniature Painting as Muslim Cosmopolitanism" ISIM Review: International Institute for the Study of Islam in the Modern World. No. 18 pp. 53.
32. ↑  Sumathi Ramaswamy, ‘Going Global in Mughal India’ (http://sites.duke.edu/globalinmughalindia/) نسخة محفوظة 2025-04-04 على موقع واي باك مشين.

## قراءة إضافية
- شاطئ ميلو كليفلاند. (1967). "مجموعة هيرامانك". مجلة برلنغتون: 109.768. ص. 183–185.
- بلير، شيلا س. (2000). "اللون والذهب: الأوراق المزخرفة المستخدمة في المخطوطات في العصور الإسلامية المتأخرة". المقرنصات. 17. ص. 24–36.
- جلين، كاثرين. (1983). "الرسم المبكر في ماندي". أرتيبوس آسيا. 44.1، ص. 21–64.
- جلين، كاثرين. (2000). "ألبوم أميري راجستان: رعاية راجبوت للرسم على الطراز المغولي". أتيبوس آسيا. 60.2، ص 222-264.
- هاريس، لوسيان. (2001). "أرشيبالد سوينتون: مصدر جديد لألبومات المنمنمات الهندية في مجموعة ويليامز بيكفورد*". مجلة برلنغتون. 143.1179. ص. 360–366.
- كورتز، أوتو. (1967). "مجلد من الرسومات والمنمنمات المغولية". مجلة معهدي واربورغ وكورتولد. 30، ص. 251–271.
- روكسبيرج، ديفيد جيه، مقدمة للصورة: كتابة تاريخ الفن في إيران في القرن السادس عشر
- روكسبيرج، ديفيد ج. (2000). "كمال الدين بهزاد والتأليف في التصوير الفارسي". المقرنصات. 17، ص. 119–146.
- سوسيك، بريسيلا ب. (1995). "الرسومات الفارسية في متحف المتروبوليتان للفنون بقلم ماري لوكينز". مجلة دراسات الشرق الأدنى . 54.1، ص. 74-.
- Swietochowski, Marie Lukens & Babaie, Sussan (1989). Persian drawings in the Metropolitan Museum of Art. New York: The Metropolitan Museum of Art. ISBN:0870995642. مؤرشف من الأصل في 2018-10-31.
- Welch, Stuart C.؛ وآخرون (1987). The Emperors' album: images of Mughal India. New York: The Metropolitan Museum of Art. ISBN:0870994999. مؤرشف من الأصل في 2018-09-27.

## روابط خارجية
- معرض سميثسونيان 2008
- مكتبة تشيستر بيتي
- صور المورقة
- مراجعة صحيفة نيويورك تايمز لمعرض سميثسونيان للمورقة
- مقدمة عن التوجه العالمي في الهند المغولية وألبوم للمورقة الرقمي